# Biserica de lemn din Soconzel

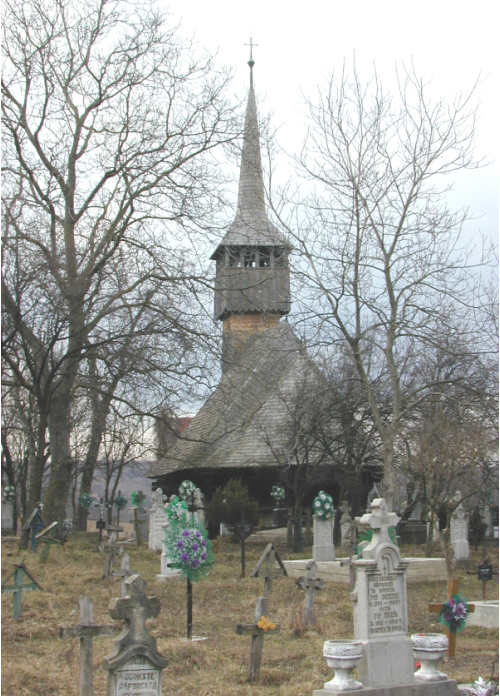
Biserica de lemn din Soconzel, județul Satu Mare. Vedere de ansamblu

Biserica de lemn din Soconzel, județul Satu Mare. Dispărută în incediul din 3 octombrie 2009

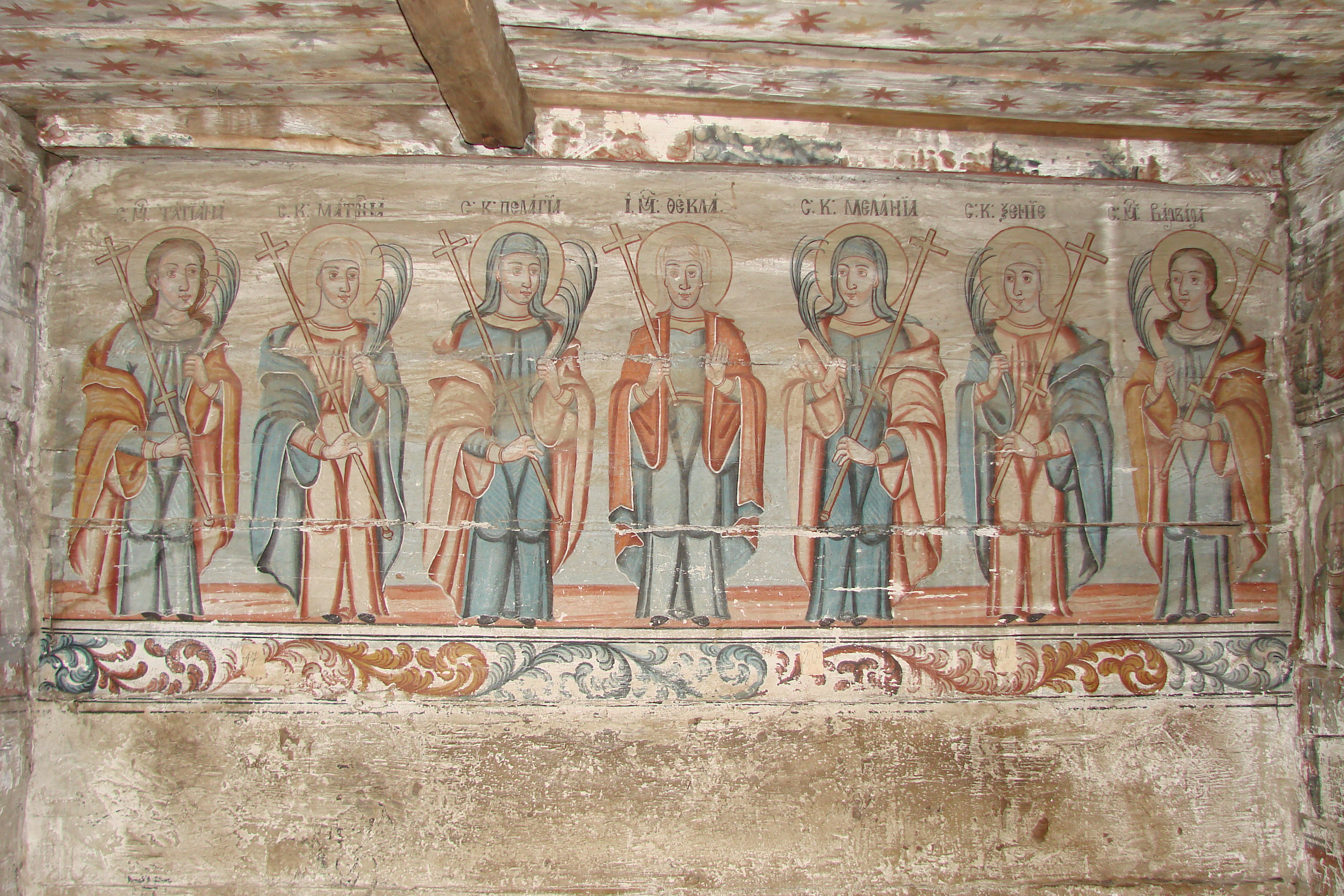
Pictură în pronaosul bisericii de lemn din Soconzel, județul Satu Mare

Portalul bisericii de lemn din Soconzel, județul Satu Mare

Biserica de lemn din Soconzel este o biserică de lemn din comuna Socond, județul Satu Mare. Biserica este relativ datată din anul 1777 și are hramul „Sfinții Arhangheli Mihail și Gavriil” și se află pe noua listă a monumentelor istorice sub codul LMI SM-II-m-B-05355. Biserica a fost distrusă într-un incendiu în octombrie 2009 și ulterior reconstruită pe fundația conservată.

## Istoric
Tradiția locală reține amintirea unei biserici de lemn mai vechi, aflată între satele Soconzel și Cuța. Folosită în comun de cele două sate, aceasta probabil că a fost la un moment dat chiar sediul unei mănăstiri. În satul Cuța a fost identificată de către istoricul Ștefan Lupșa existența unei mănăstiri, ce pe la anul 1618 era sediul episcopului Eutihiu, hirotonisit de către episcopul Lariu al Muncaciului pentru a fi păstorul credincioșilor din Sătmar.
Biserica de lemn din Soconzel este relativ datată din anul 1777. A ars pe data de 3 octombrie 2009. A fost reconstruită cu fonduri de la Consiliul Județean Satu Mare și dezvelită în decembrie 2016. Pentru reconstrucție s-a folosit altă esență de lemn, nefiind prelucrat într-o manieră tradițională. Actualmente se află în proprietatea Muzeului Județean Satu Mare.

## Trăsături
Reprezentativă pentru zona etnografică Codru, biserica are spațiul interior împărțit după canoanele bisericești în trei încăperi: pronaosul, naosul și absida altarului. Pereții sunt din bârne așezate orizontal, materialul folosit pentru acestea fiind obținut, conform tradiției, chiar de pe locul unde a fost contruită biserica. Pereții din lemn sunt așezați pe un postament din piatră de râu.
Întrarea în biserică se face pe latura de vest. În fața intrării se află o prispă cu șase stâlpi ce adăpostește intrarea. Spațiul destinat femeilor, pronaosul, este tăvănit, deasupra acestuia fiind amplasat turnul bisericii. Spre turn dar și spre corul ce se află în jumătatea dinspre pronaos a naosului se poate ajunge chiar din prispă urcând o scară. Intrarea în biserică, datorită importanței sale recunoscute, a fost tratată cu maximă atenție. Ancadramentul ușii, rotunjit în partea superioară, are o frumoasă decorație sculptată: cruci, rozete, motivul frânghiei fiind și el prezent. Se presupune că portalul acestei biserici semăna cu portalul bisericii din Stâna.
Corul bisericii a fost refăcut în anul 1923. Peretele dintre naos și pronaos are spațiile caracteristice ce permit urmărirea slujbei bisericești din pronaos.
Naosul este acoperit de o boltă semicilindrică. În cazul absidei altarului, care este decroșată, poligonală cu cinci laturi, bolta ce o acoperă este mai scundă. Spre altar se poate intra prin cele trei spații destinate trecerii: cele două uși diaconești, precum și ușile împărătești.
Turnul bisericii, cu baza dreptunghiulară, are galeria ieșită în afară, deschisă, și căptușită cu scânduri așezate vertical. Deasupra galeriei se află coiful turnului, piramidal cu baza patrulateră. În urma restaurării din anul 1959 acoperișul în patru ape al bisericii a fost înlocuit cu unul de tablă. Sub aspectul dimensiunilor biserica prezintă următoarele valori: lungimea este de aproximativ 14 m, lățimea 6,2 m, iar înălțimea turnului este de 15 m. Grosimea pereților variază între 15-17 cm, înălțimea pereților fiind de 2,5 m, iar cea a bolții de 2,1 m.
Istoricul de artă Mariu Porumb datează pictura din absida altarului și naos la sfârșitul secolului al XVIII-lea, iar cea din pronaos în prima jumătate a veacului următor. În general, pictura din această biserică respectă tradiția postbizantină, receptând anumite influențe occidentale în cadrul stilului, dar și al iconografiei.
Pereții altarului sunt decorați predominant cu reprezentări de sfinți ierarhi și cuvioși. În partea sudică, deasupra ferestrei se află imaginea lui Iisus în potir. Pe peretele de nord al absidei altarului, acolo unde se află proscomidia, locul destinat pregătirii sfintelor daruri, se află scenele Iisus Viță de vie și Punerea în mormânt, iar în registrul superior este pictată scena Răstignirea. Această compoziție este simplificată, crucea fiind flancată doar de Maica Domnului și Ioan. Modul în care este redată pânza care acoperă șoldurile lui Iisus – cu multe falduri, într-o manieră foarte dinamică – denotă receptarea influenței artei occidentale.
Cercetătorul Marius Porumb remarcă bogăția decorului parietal al spațiului naosului, scenele fiind mult mai numeroase în comparație cu alte biserici din ținutul Codru. Bolta naosului este decorată cu următoarele scene: Sf. Treime, în redactare occidental, Adam și Eva, Sf. arhangheli Mihail și Gavril și reprezentarea Mielului lui Dumnezeu. Se observă așadar că sfinților care poartă hramul bisericii li s-a acordat un loc important în cadrul programului iconografic.
Pe poalele bolții, dispuși simetric, sunt redați cei patru evangheliști. Același registru conține minunile lui Iisus (precum Vindecarea orbului și Vindecarea slăbănogului), reprezentările Cuvioșilor Macarie și Pavel, Sf. Mucenici Onufrie și Zosima, Proorocul Ilie, episoade din viața Sf. Dimitrie (Lupta lui Nestor cu Lei) și Nașterea fecioarei. De asemenea întâlnim alte scene precum Scara lui Iacov și Arca lui Noe. Pereții naosului sunt decorați cu scene care oglindesc Patimile lui Iisus. Se poate observa că pictorul nu a avut în vedere o anumită ordine de distribuire a scenelor.
Peretele vestic conține motive decorative cu reprezentări de pești, imagini similare întâlnindu-se și în biserica învecinată din satul Corund. O reprezentare foarte interesantă, nesemnalată până acum în literatura de specialitate, este imaginea stemei Ungariei, redată de două ori, deasupra ferestrelor de pe latura nordică a naosului. 
Tâmpla bisericii este pictată direct pe peretele estic al naosului. Ea este constituită din patru registre, prezentând multe analogii cu biserica din Corund. Primul registru este format din cele patru icoane împărătești. Al doilea este dedicat icoanelor prăznicare. Cel de-al treilea registru conține reprezentările apostolilor, iar în centru imaginea lui Iisus Arhiereu. Ultimul registru înfățișează Răstignirea lui Iisus, flancată de câte 6 medalioane cu reprezentări ale proorocilor. 
Pronaosul, spațiul de unde asistă la slujbă femeile, este decorat predominant cu reprezentări feminine. Pe peretele de est, în partea superioară, sunt reprezentate în medalioane Maica Domnului flancată de Sfintele Ana și Elisabeta. La stânga și la dreapta portalului sunt pictate direct pe perete icoanele Iisus Pantocrator și Maica Domnului cu Pruncul. Pereții de sud și nord sunt dedicați Sfintelor mucenițe. Pilda celor zece fecioare se desfășoară pe peretele vestic, de o parte și de cealaltă a intrării.
În biserică se mai păstrau, înainte de incendiu, un număr de cinci icoane împărătești.

## Imagini din exterior

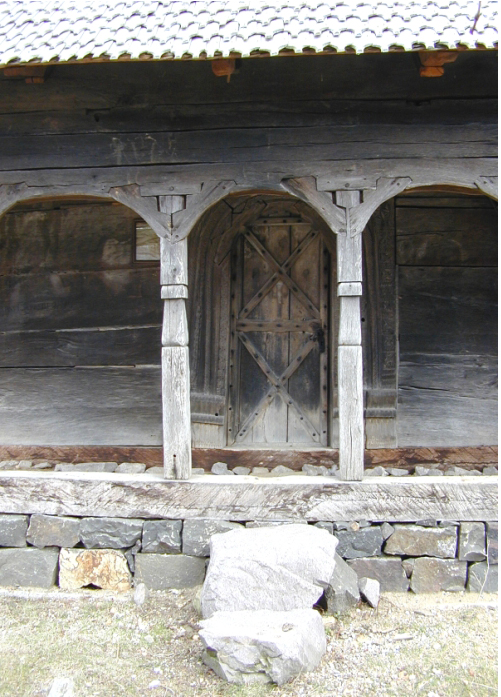
Intrarea în biserică
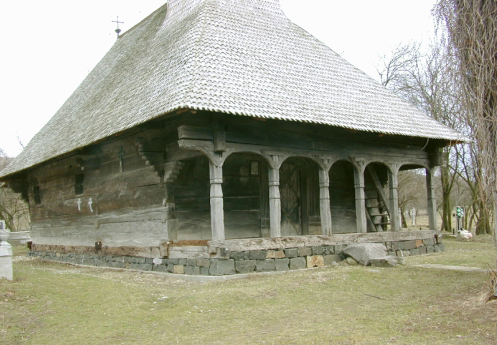
Butea bisericii
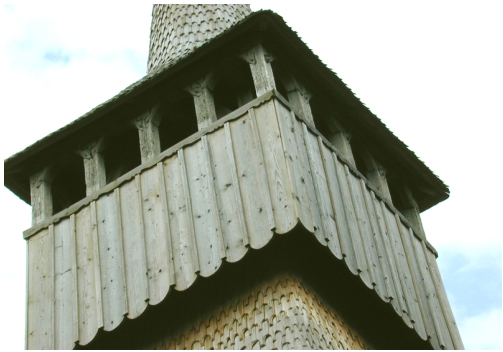
Galeria turnului
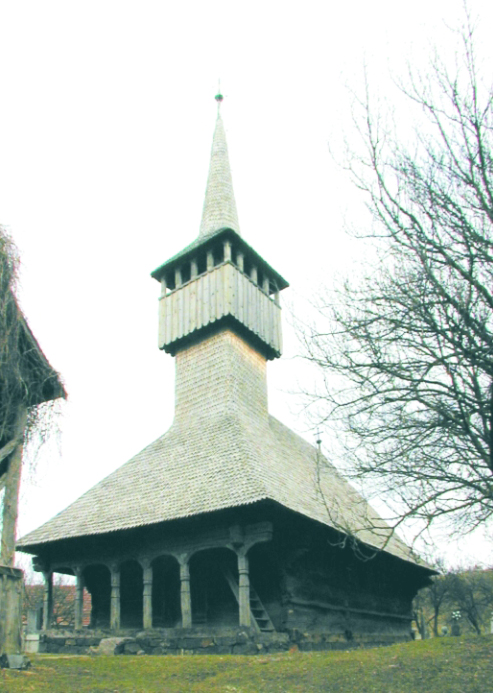
Vedere de ansamblu din sud-vest
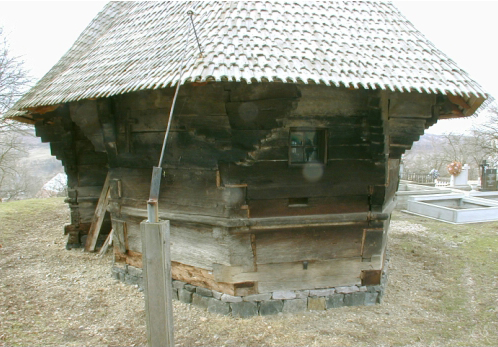
Absida altarului
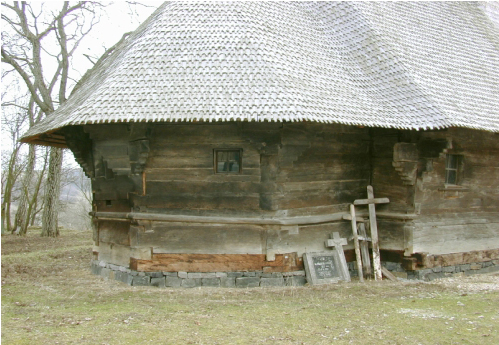
Vedere laterală a absidei altarului
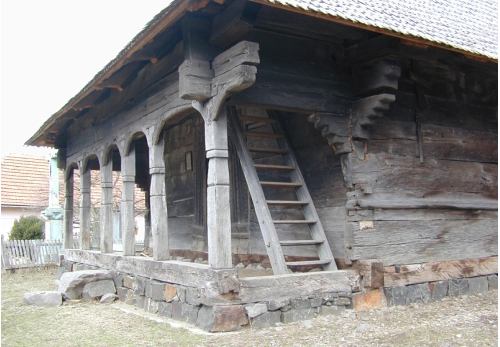
Vedere laterală a prispei
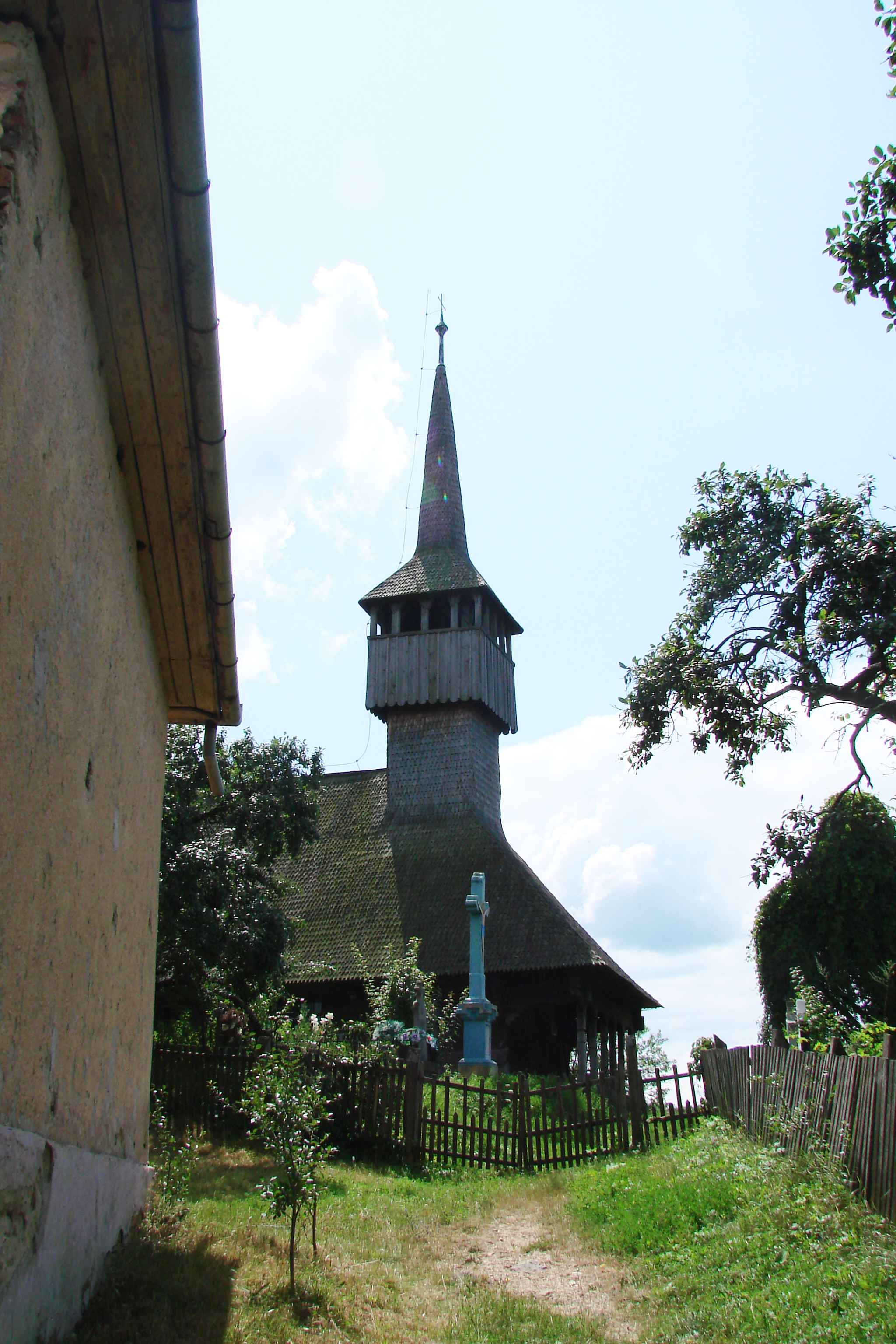
Drumul ce ducea spre biserică
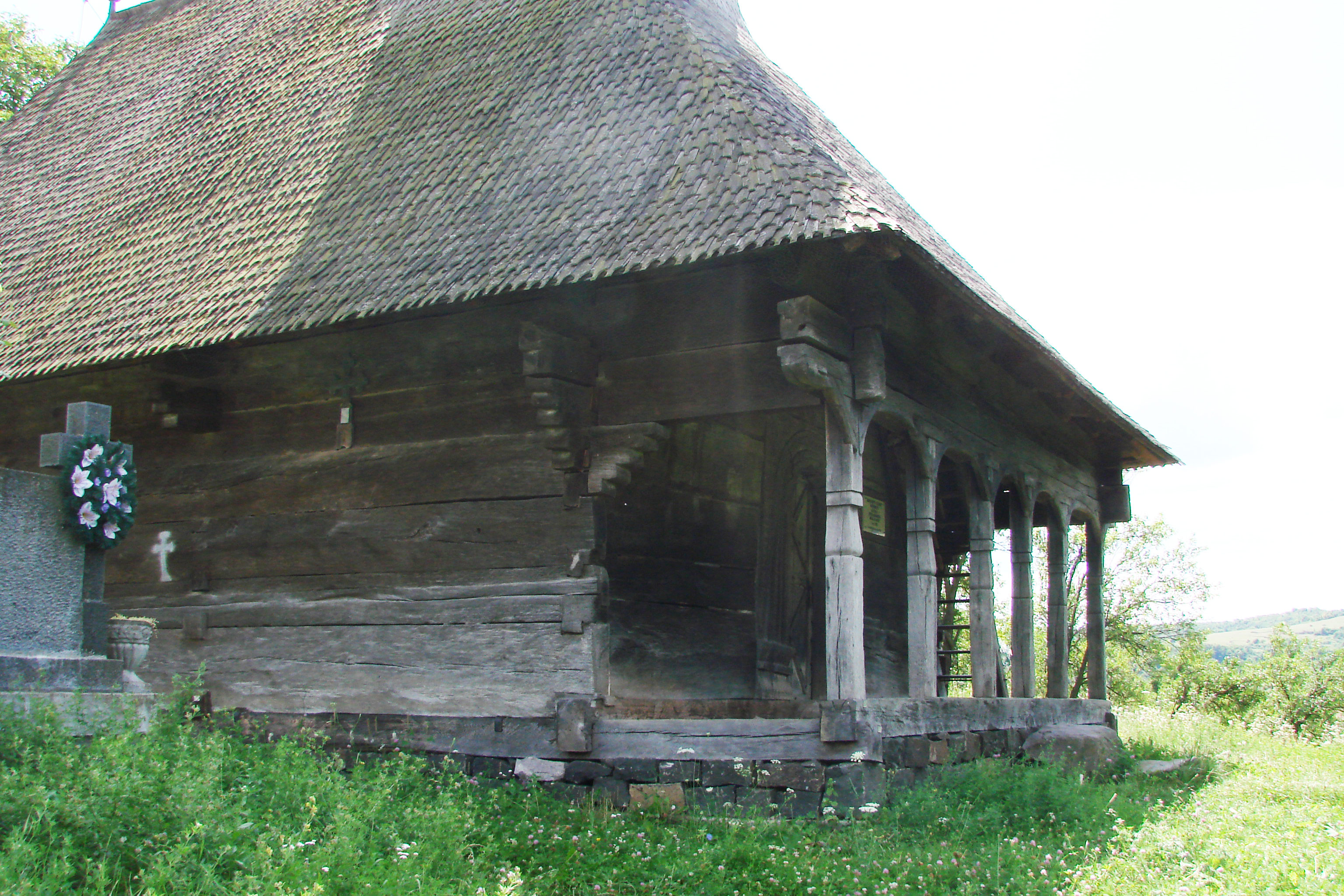
Vedere laterală a prispei
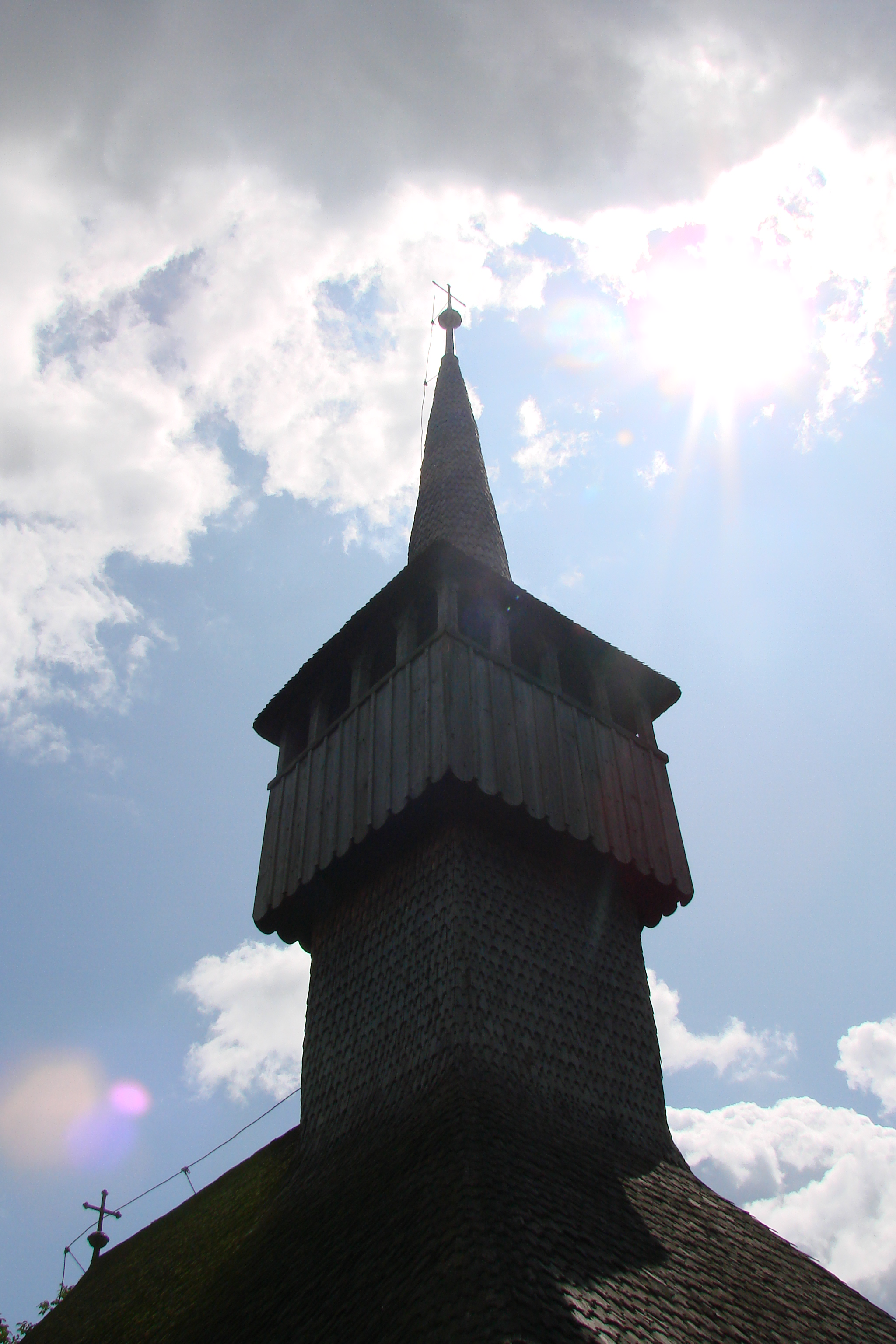
Turnul bisericii
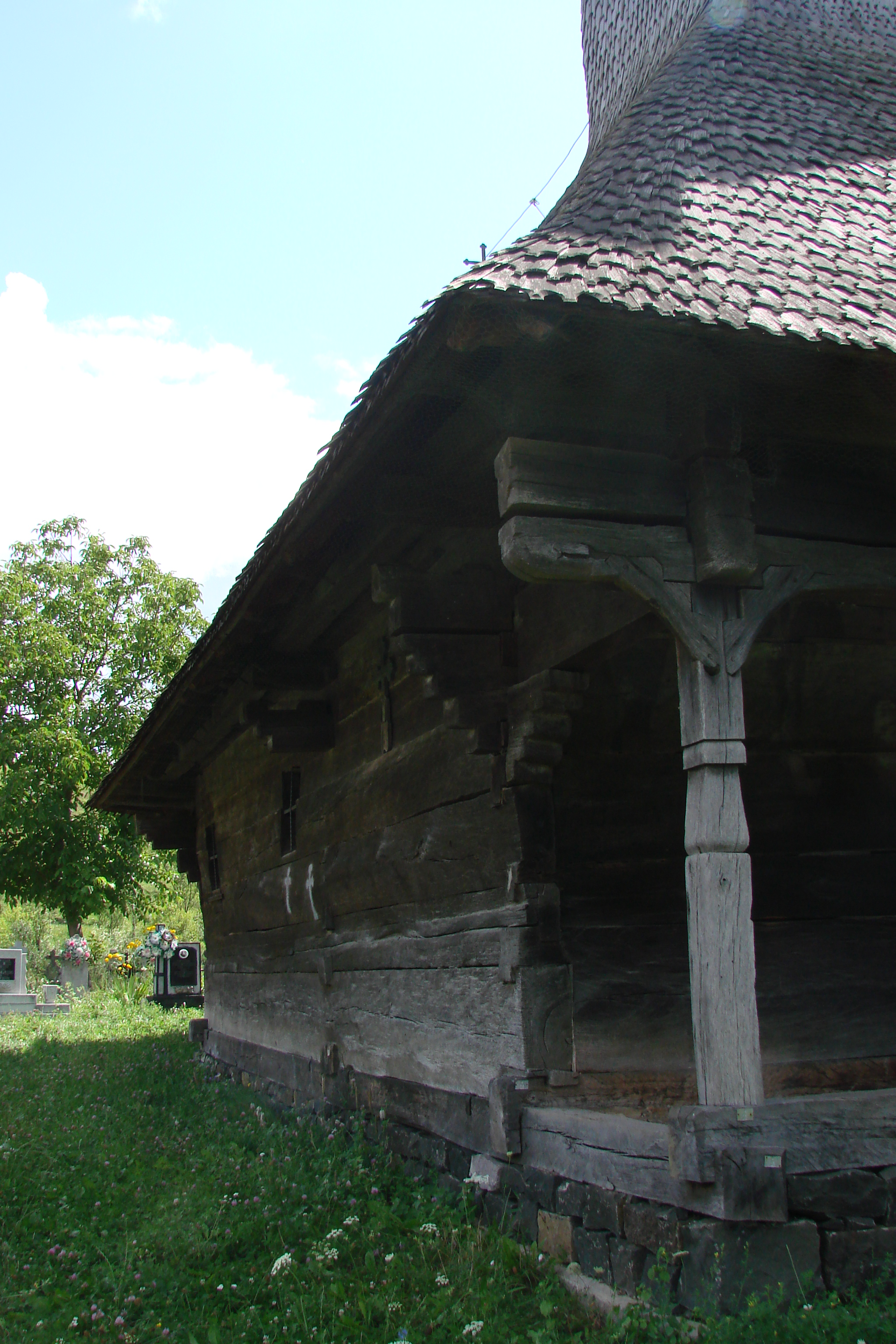
Latura de nord a bisericii
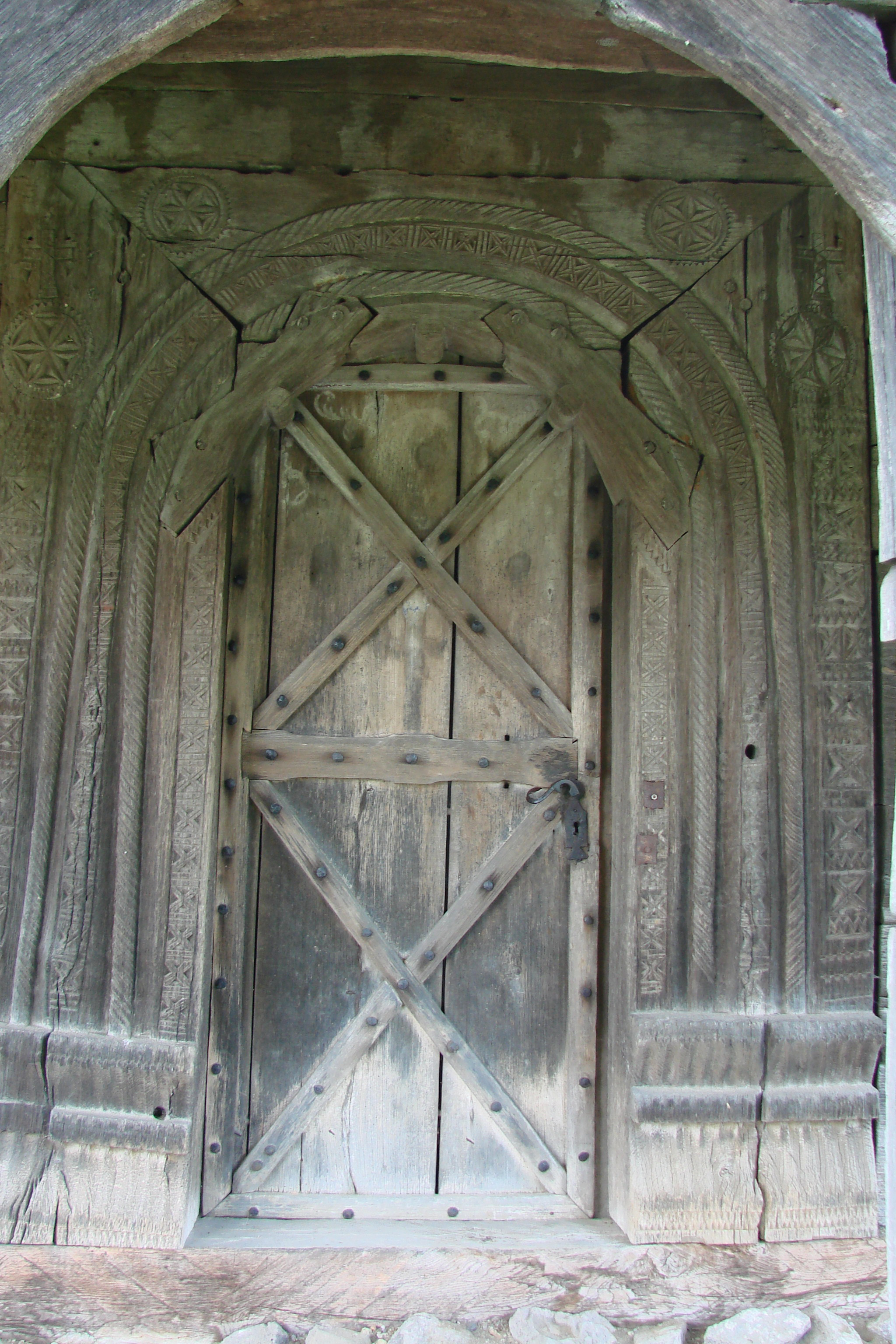
Portalul bisericii
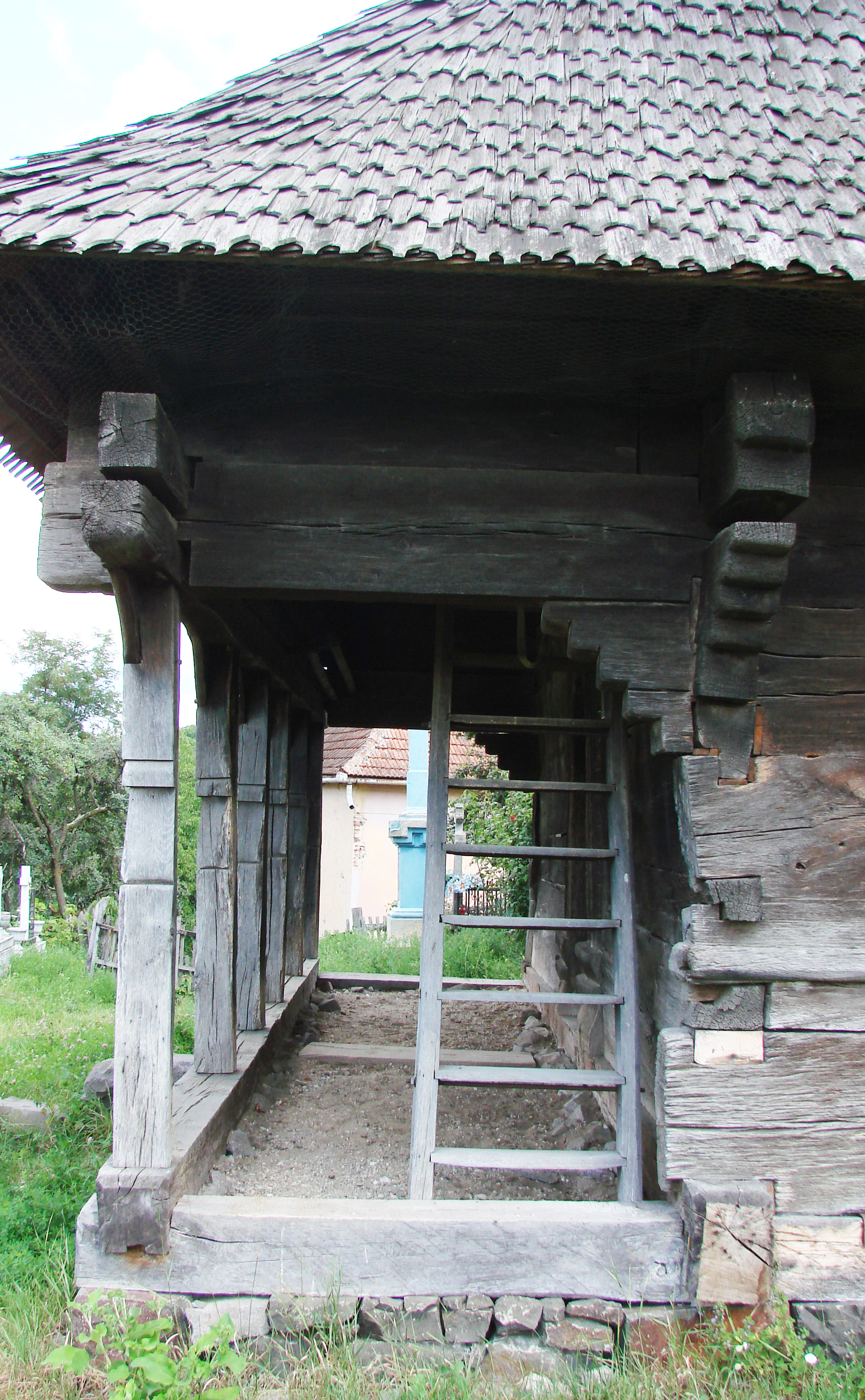
Prispa
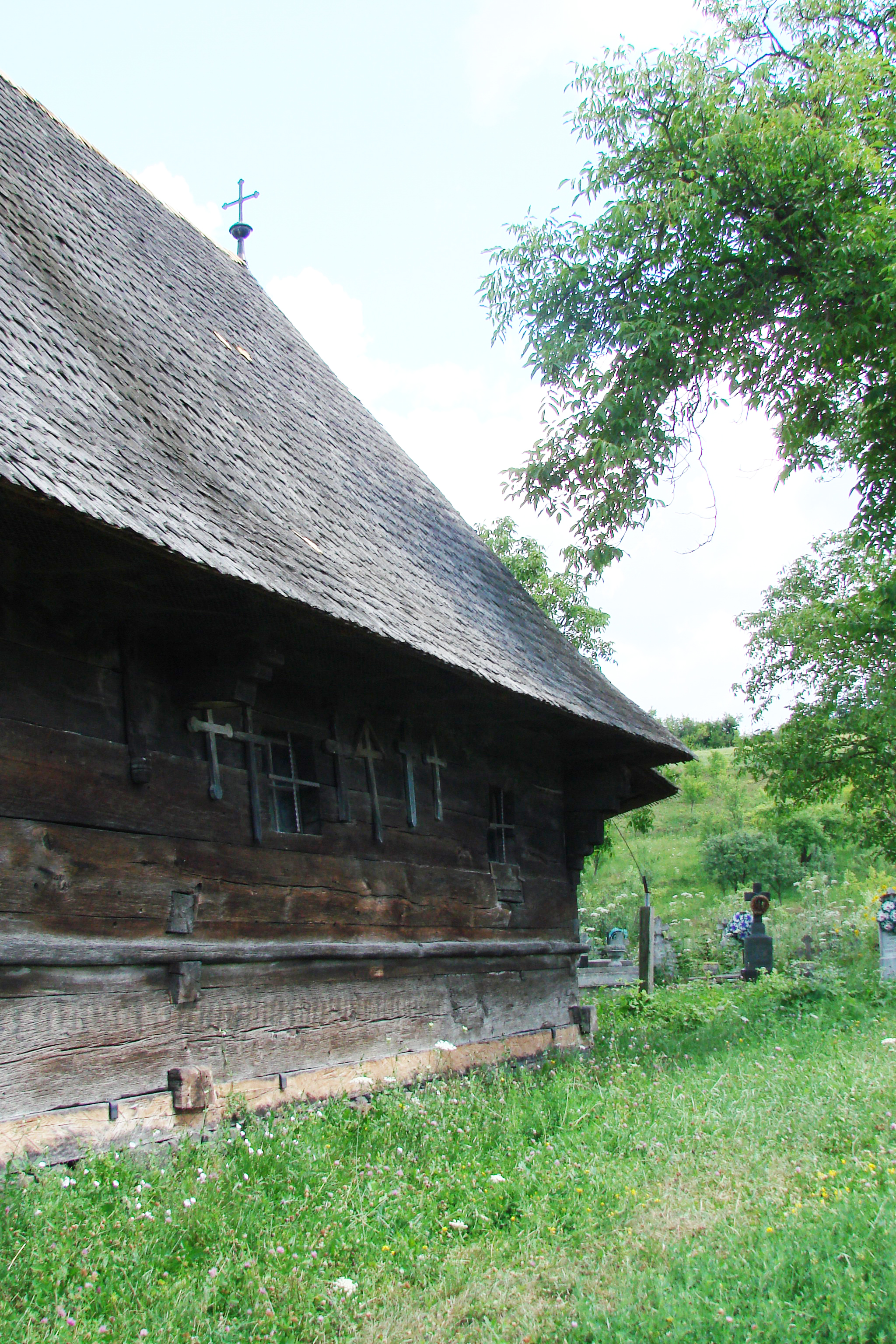
Latura de sud a bisericii
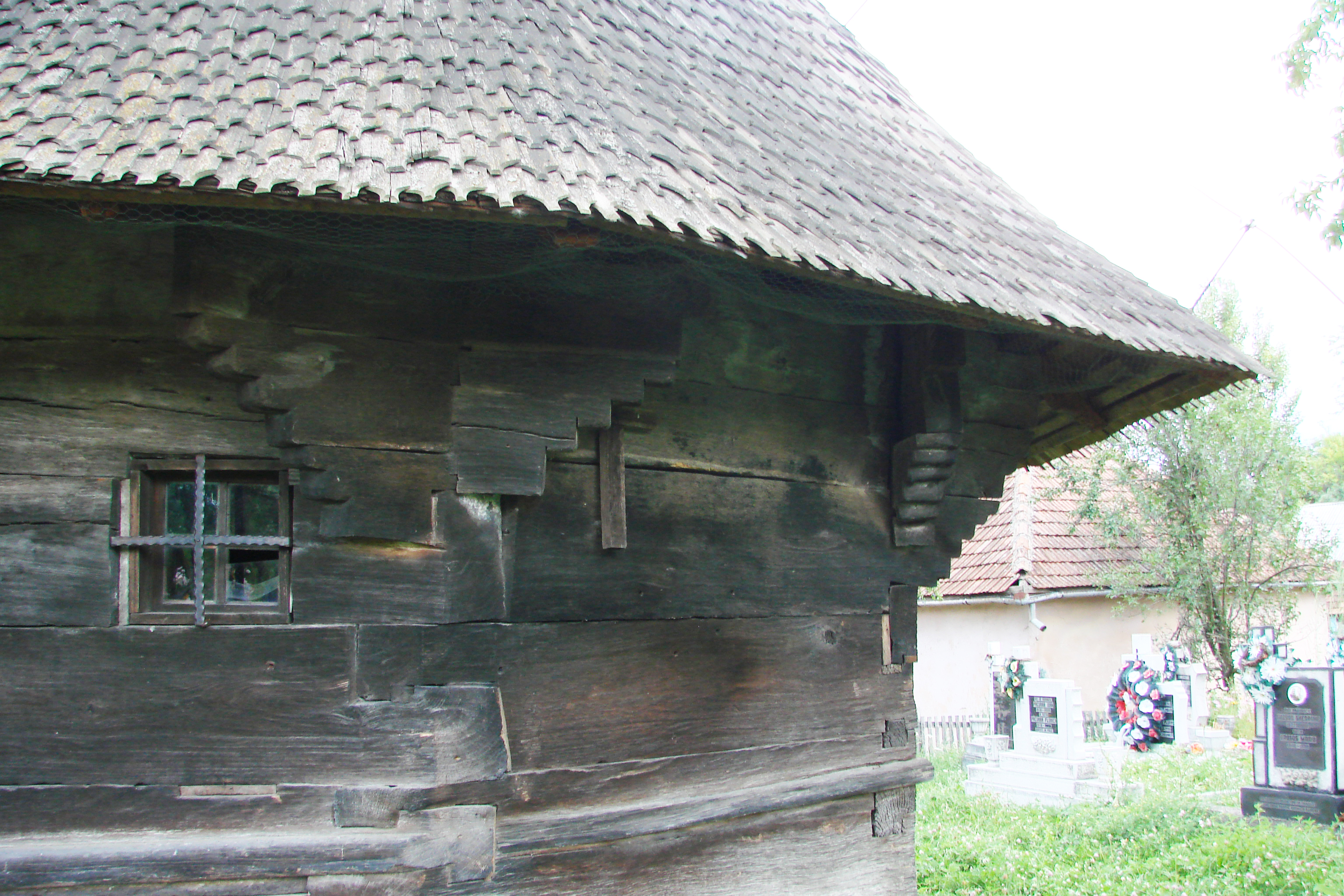
Detalii console și îmbinări la absida altarului

## Imagini din interior

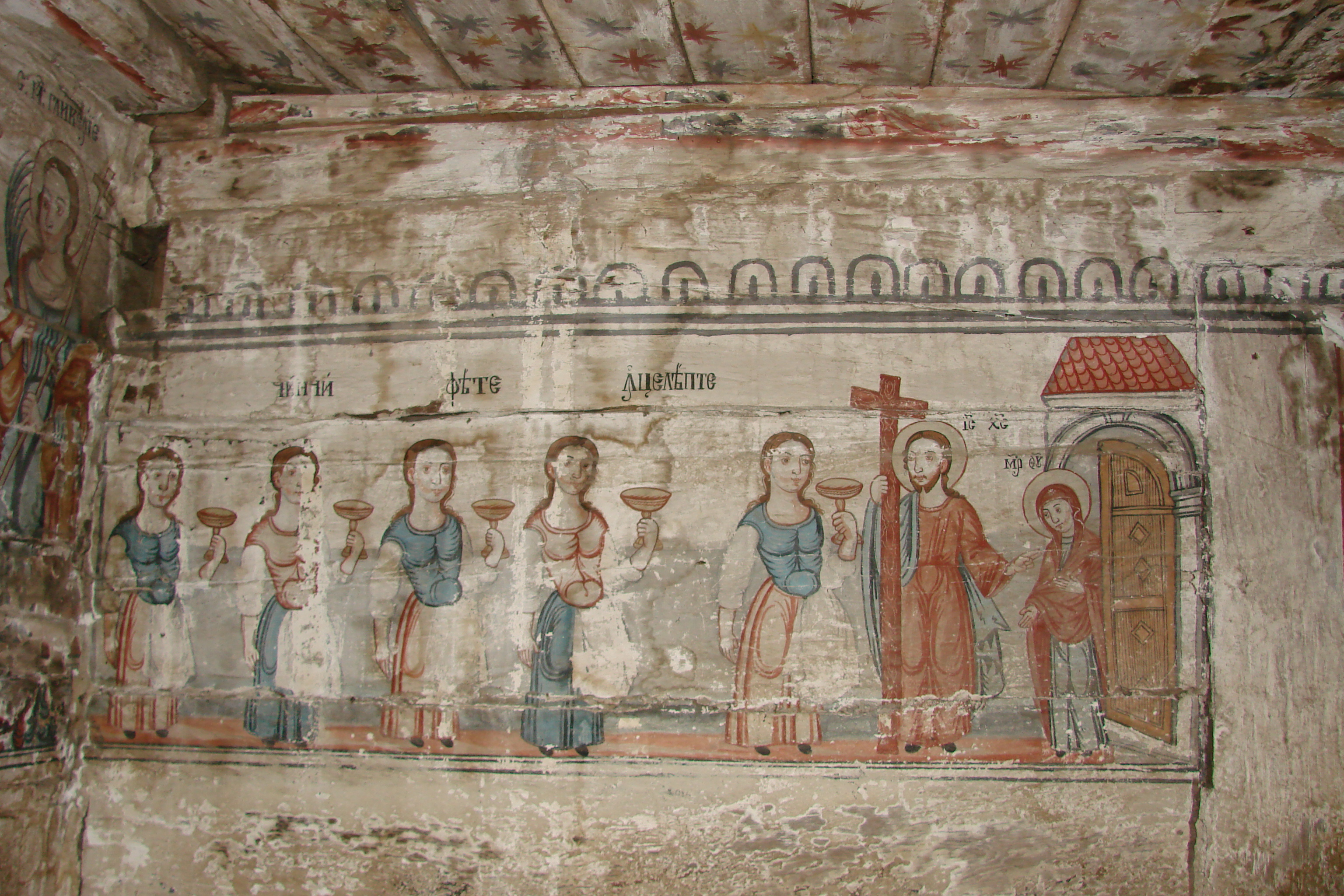
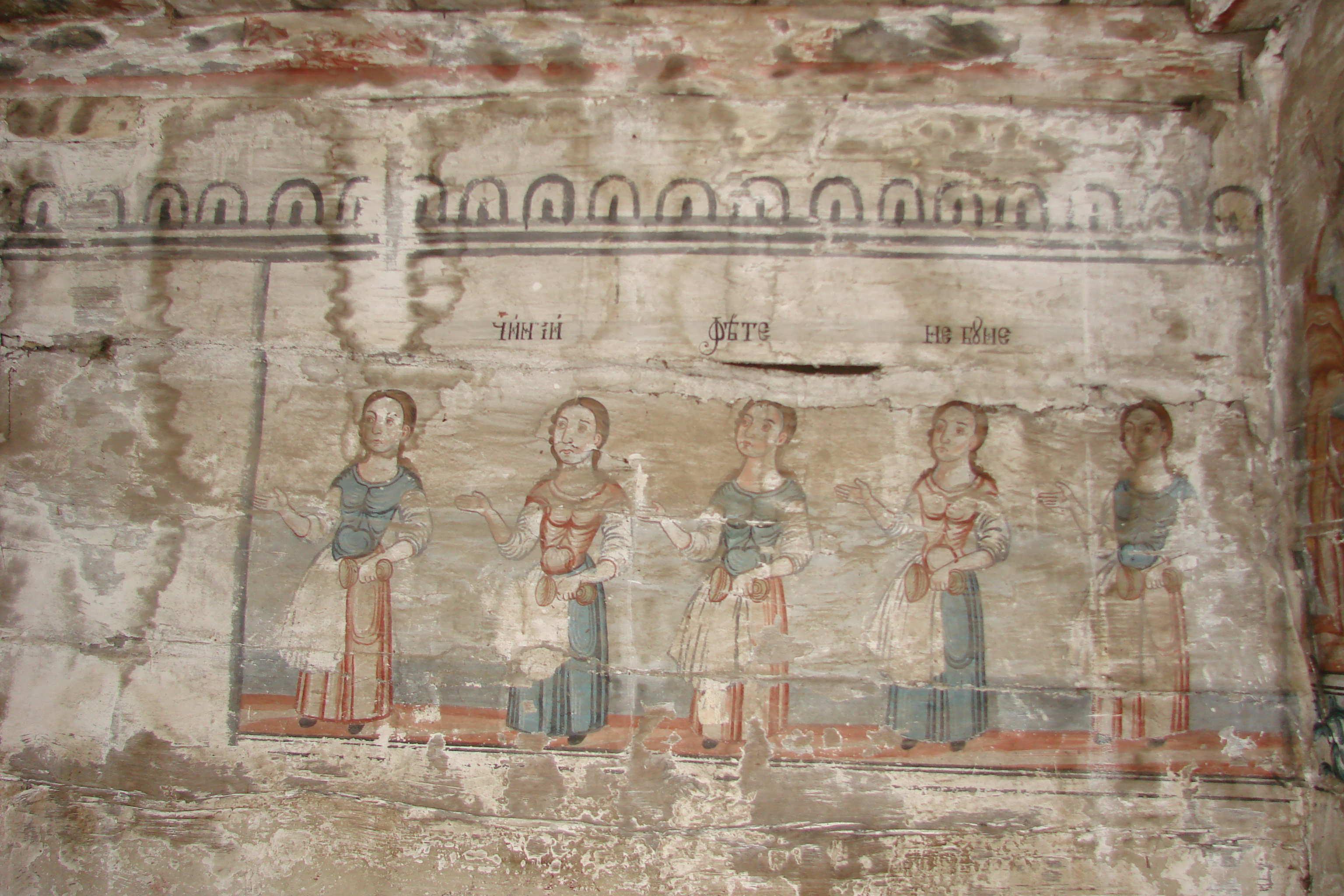
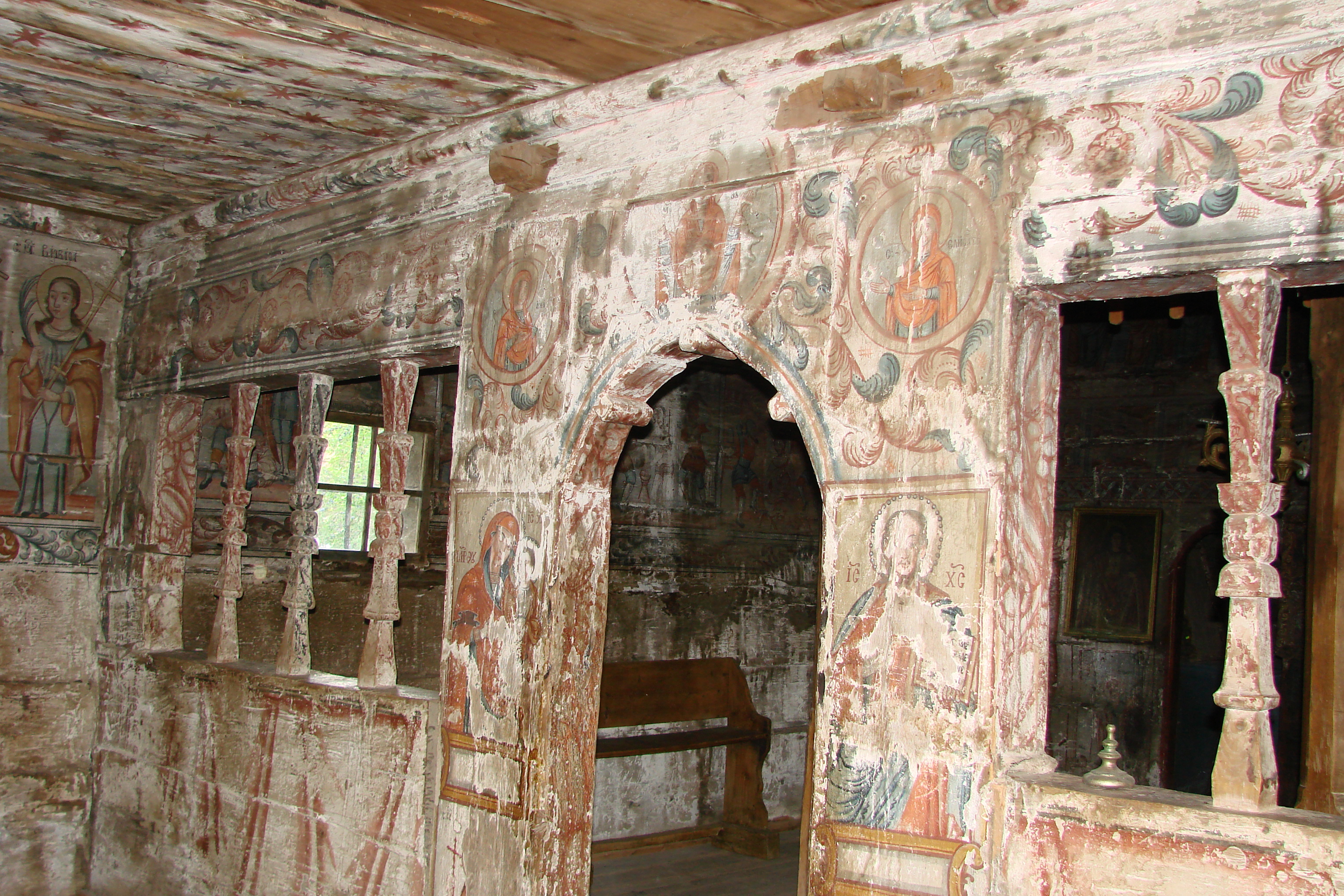
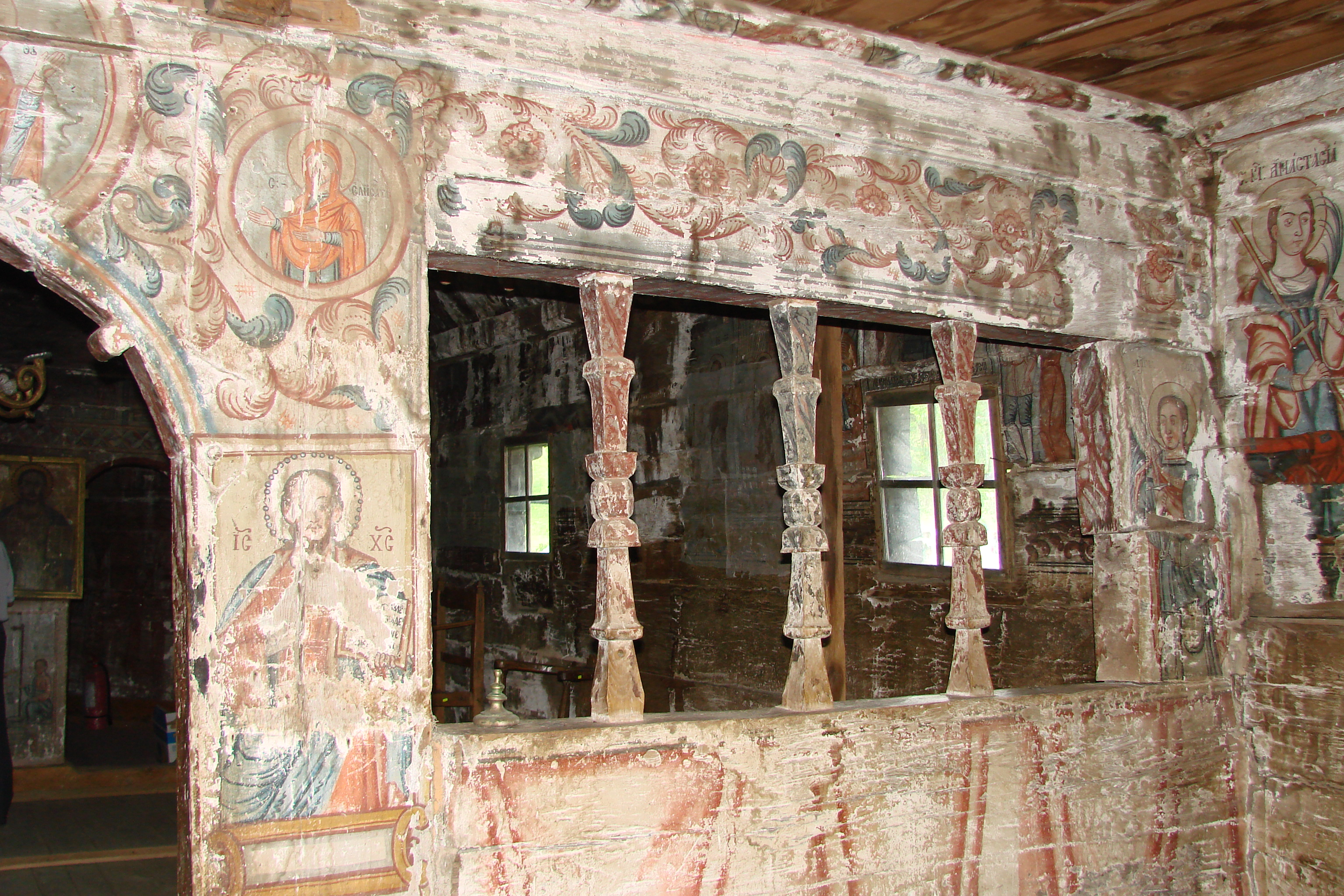
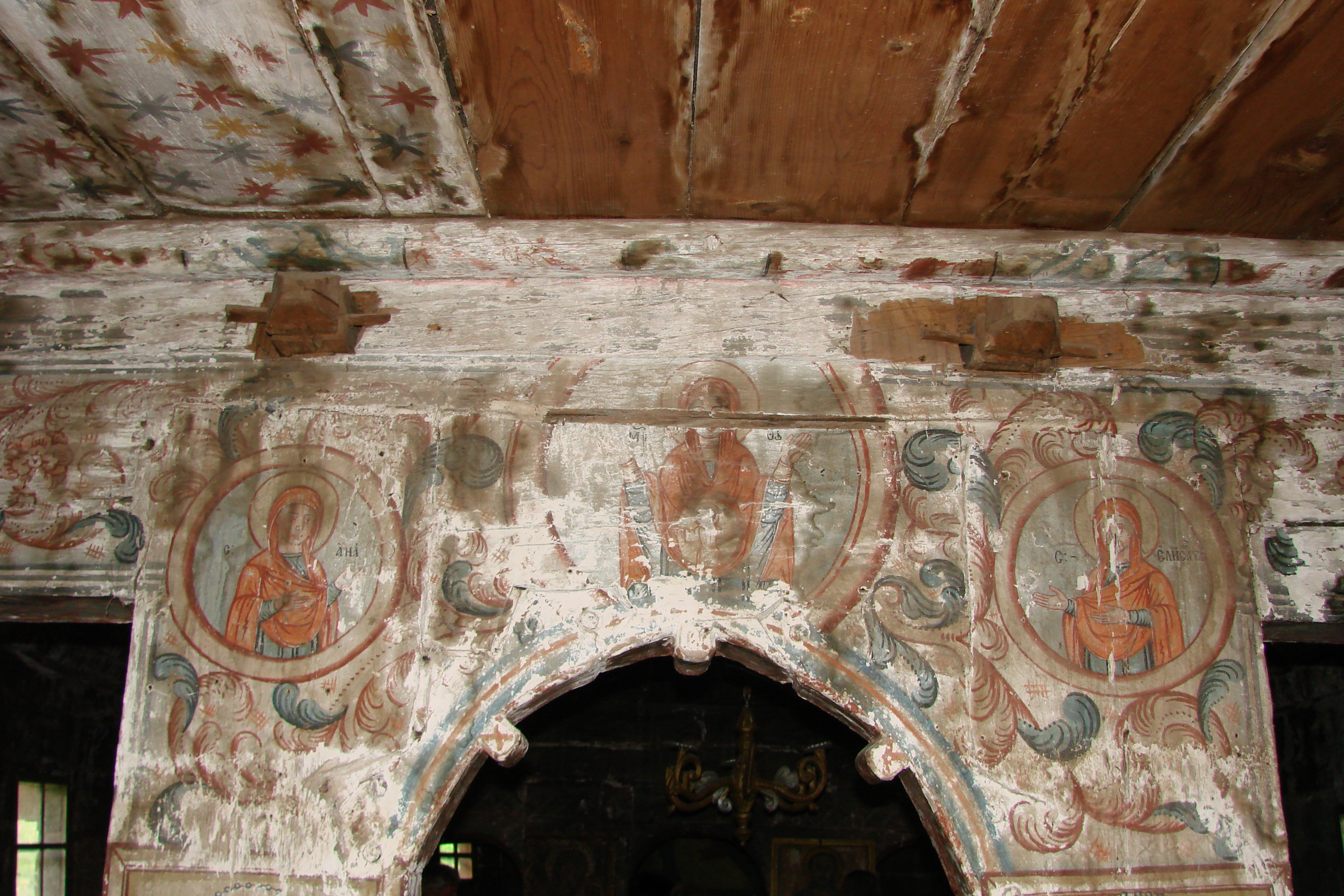
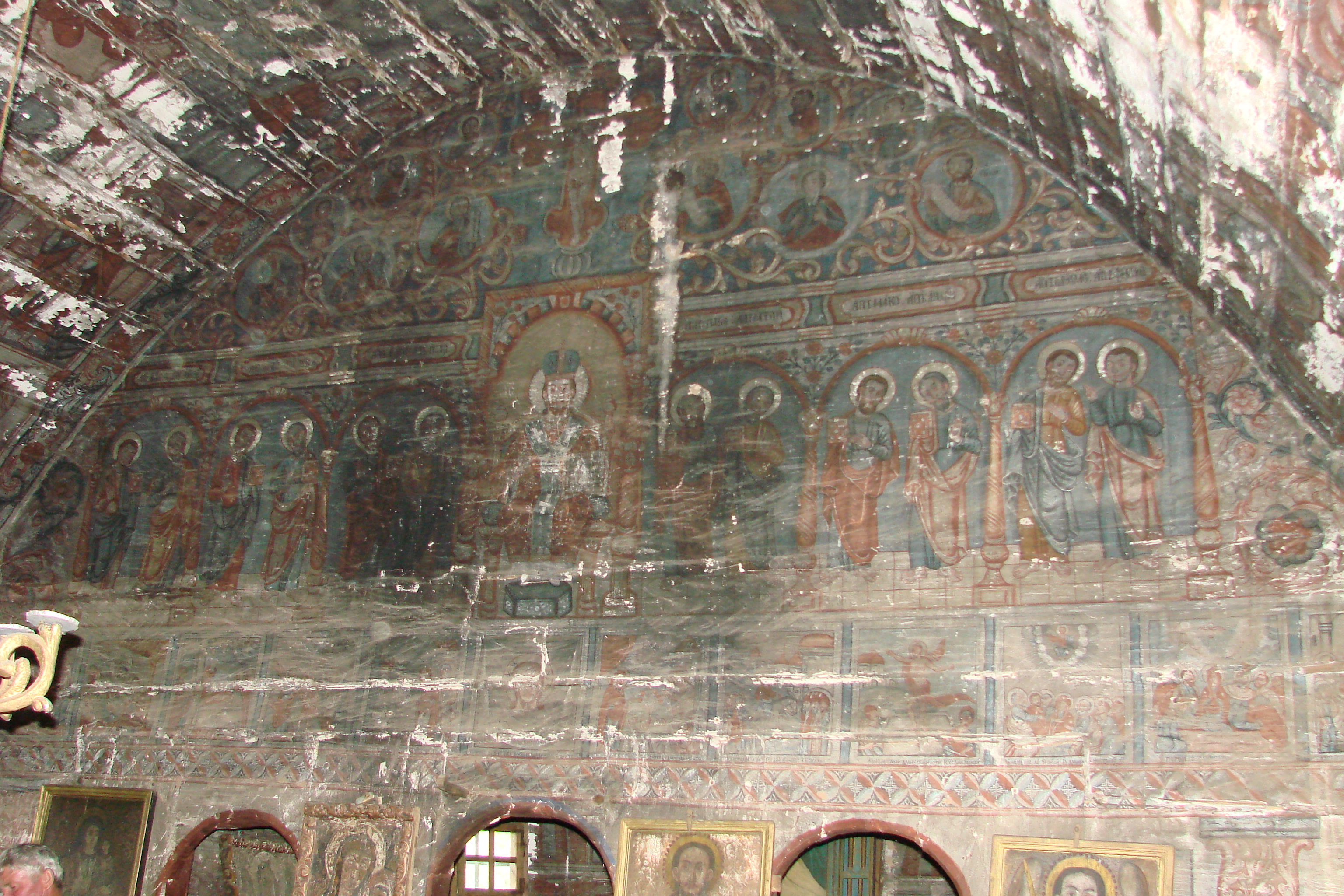
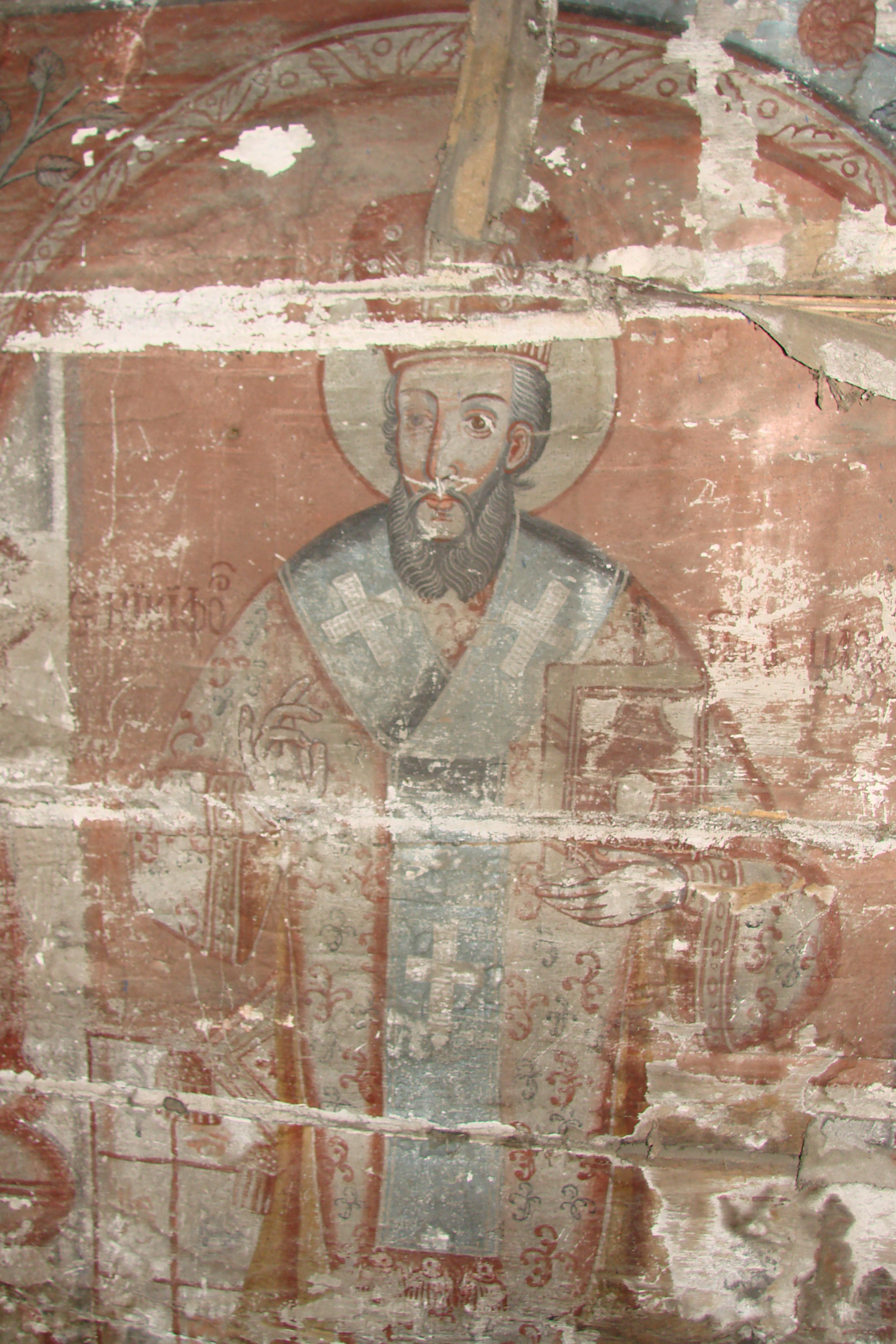
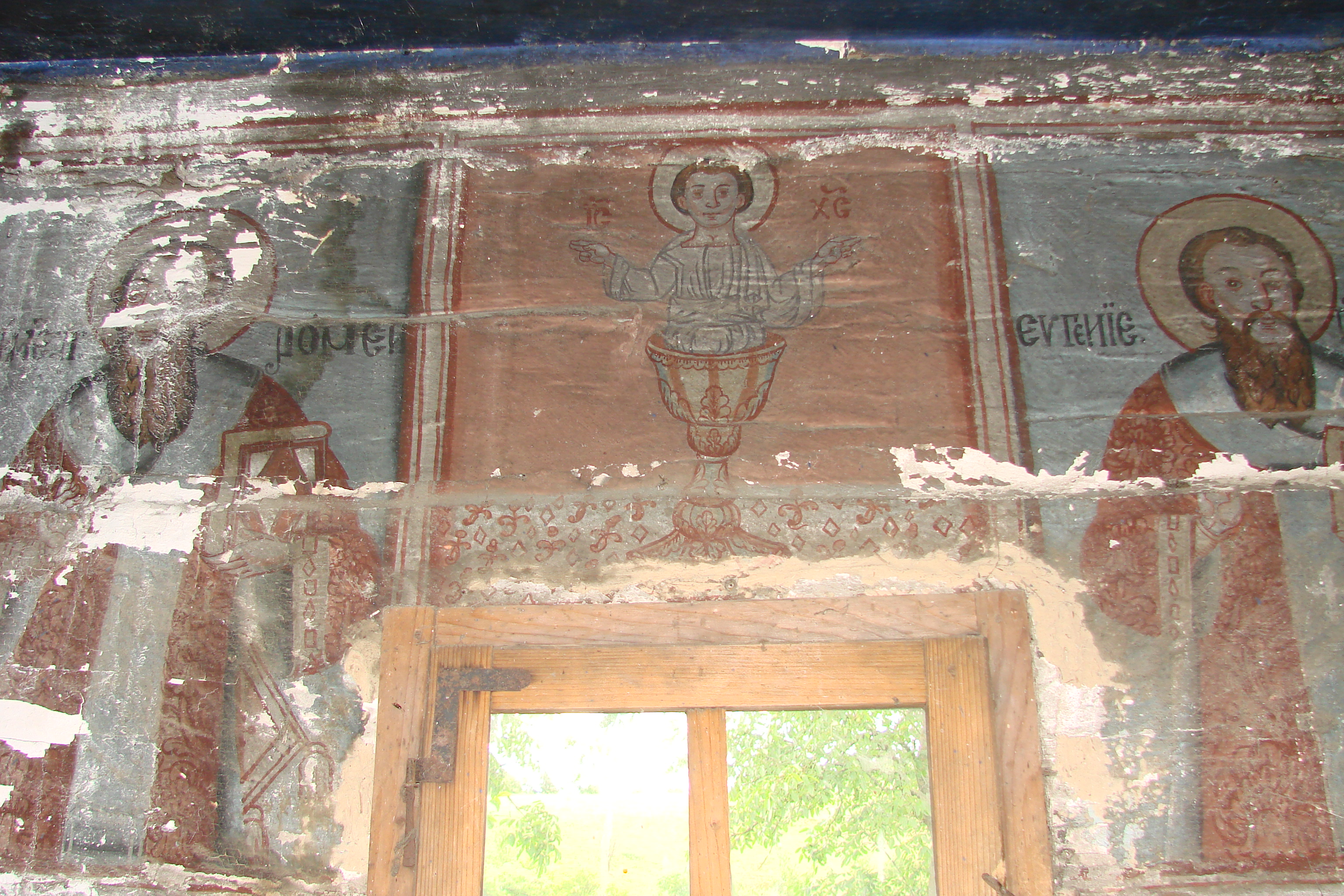
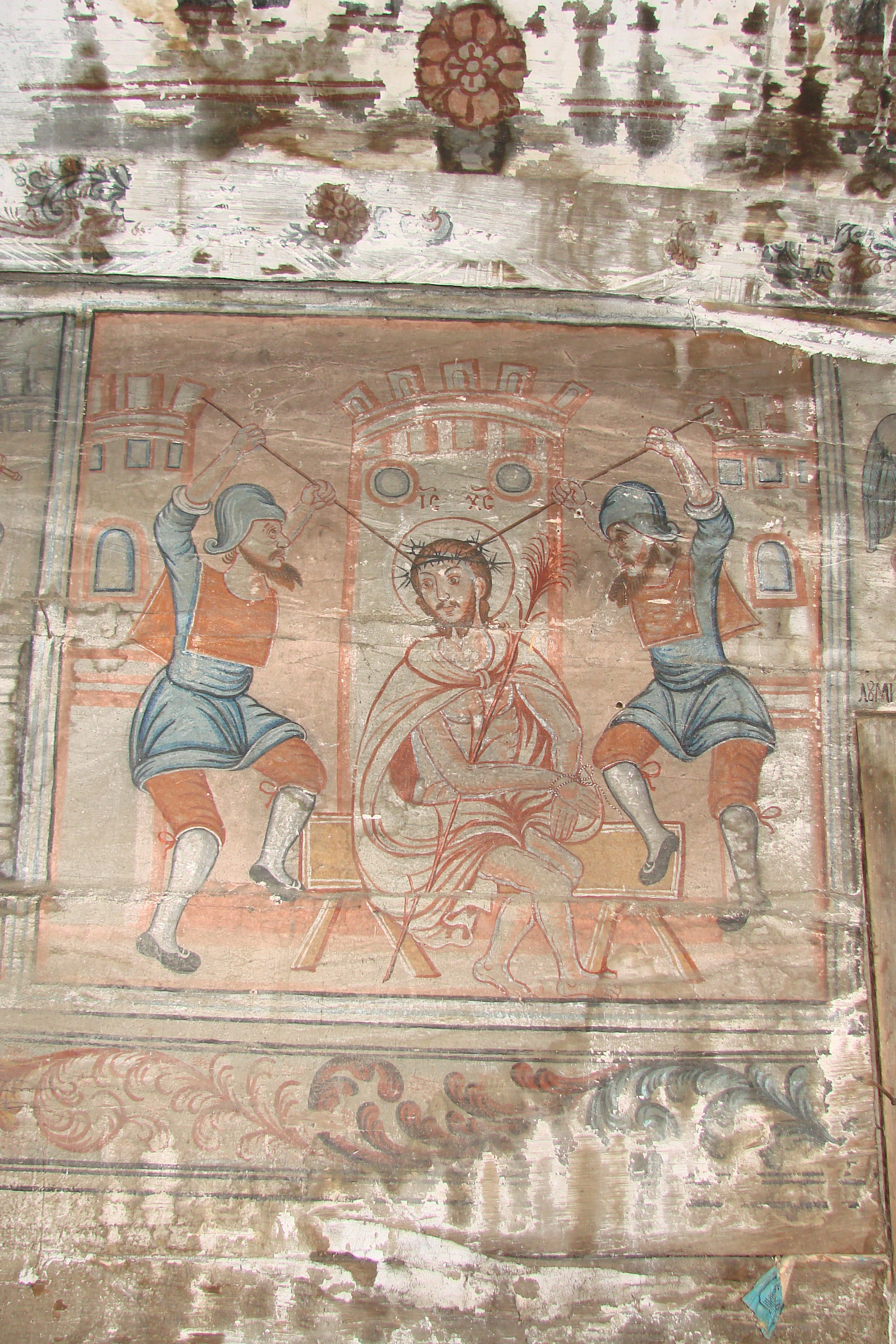
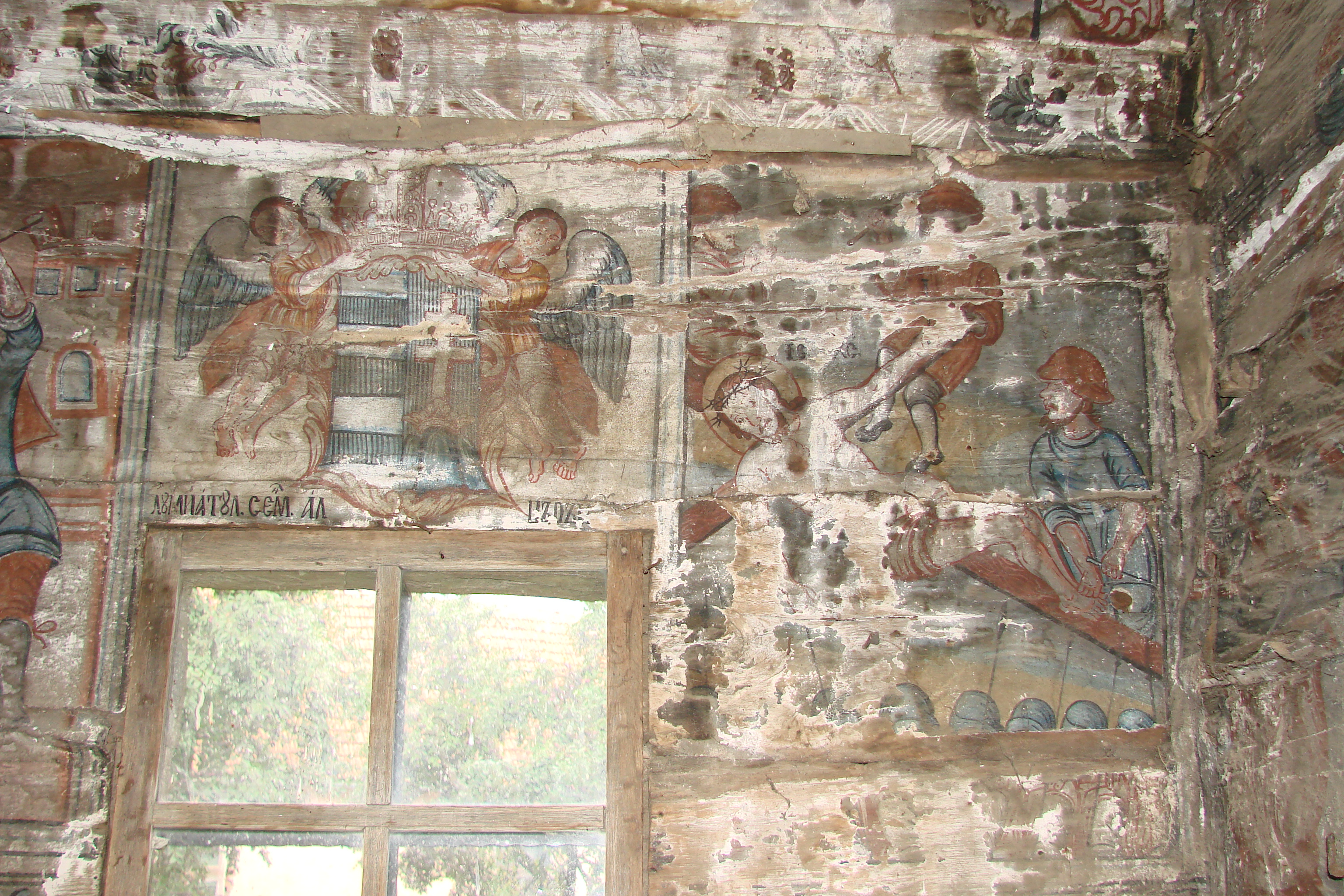
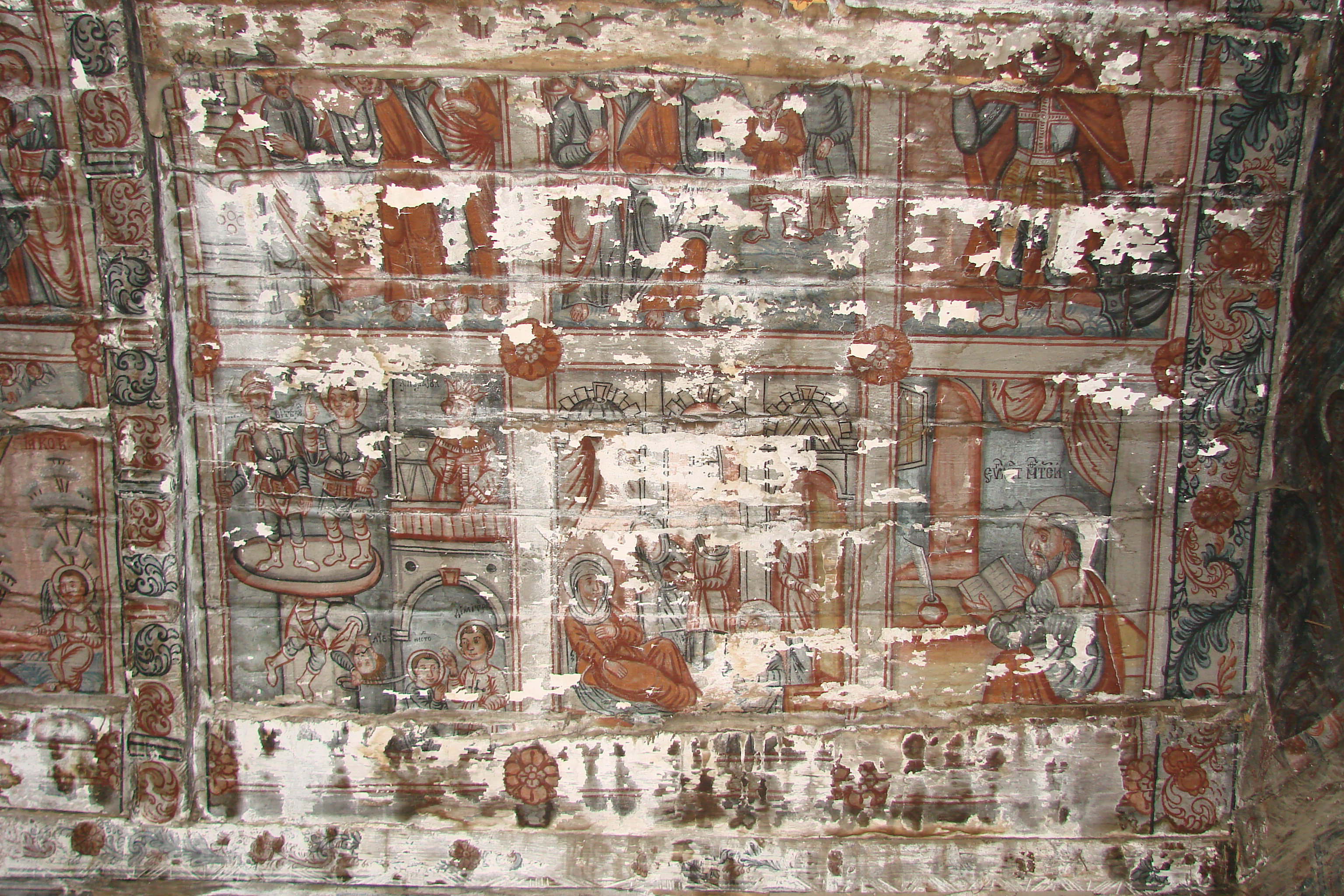
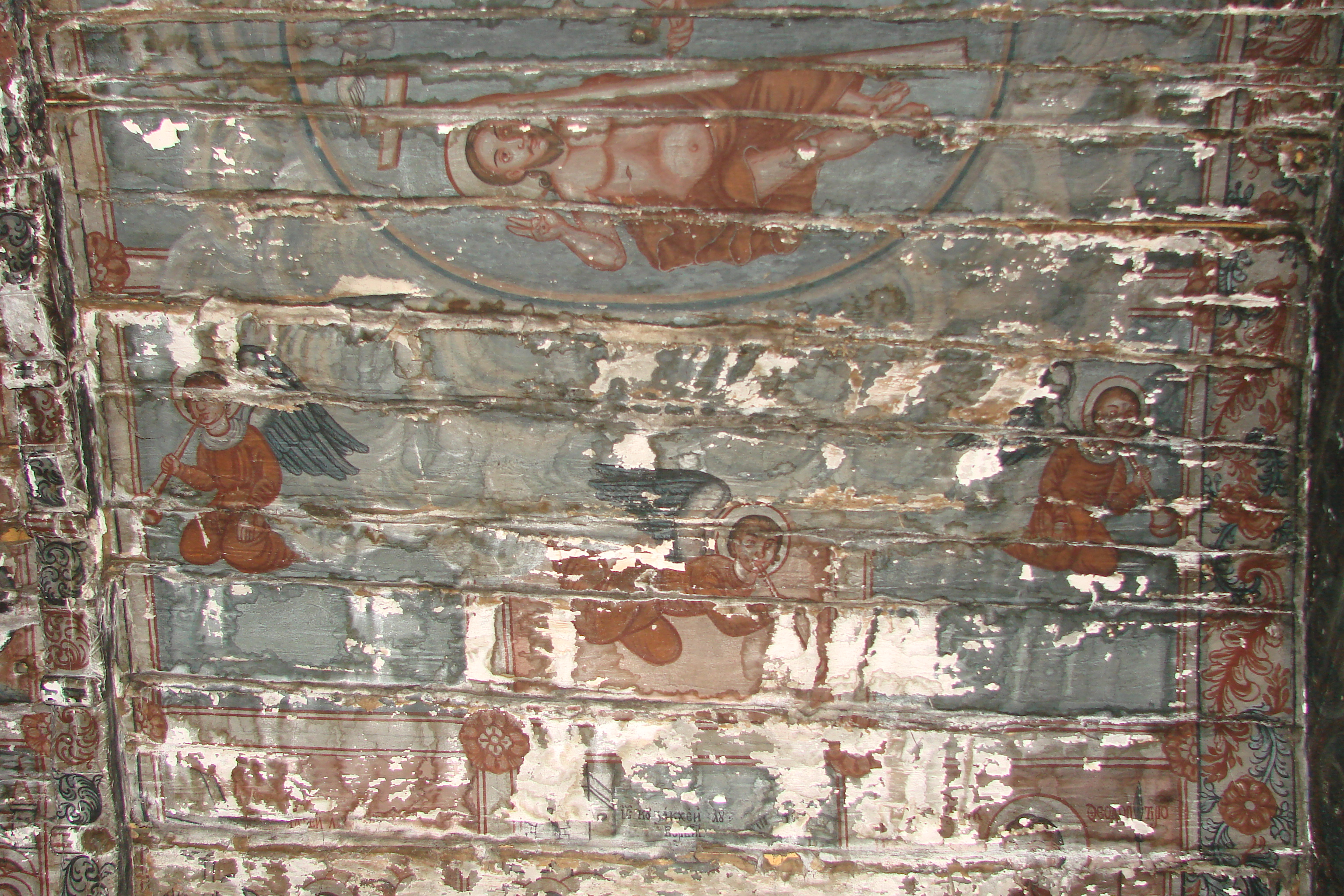
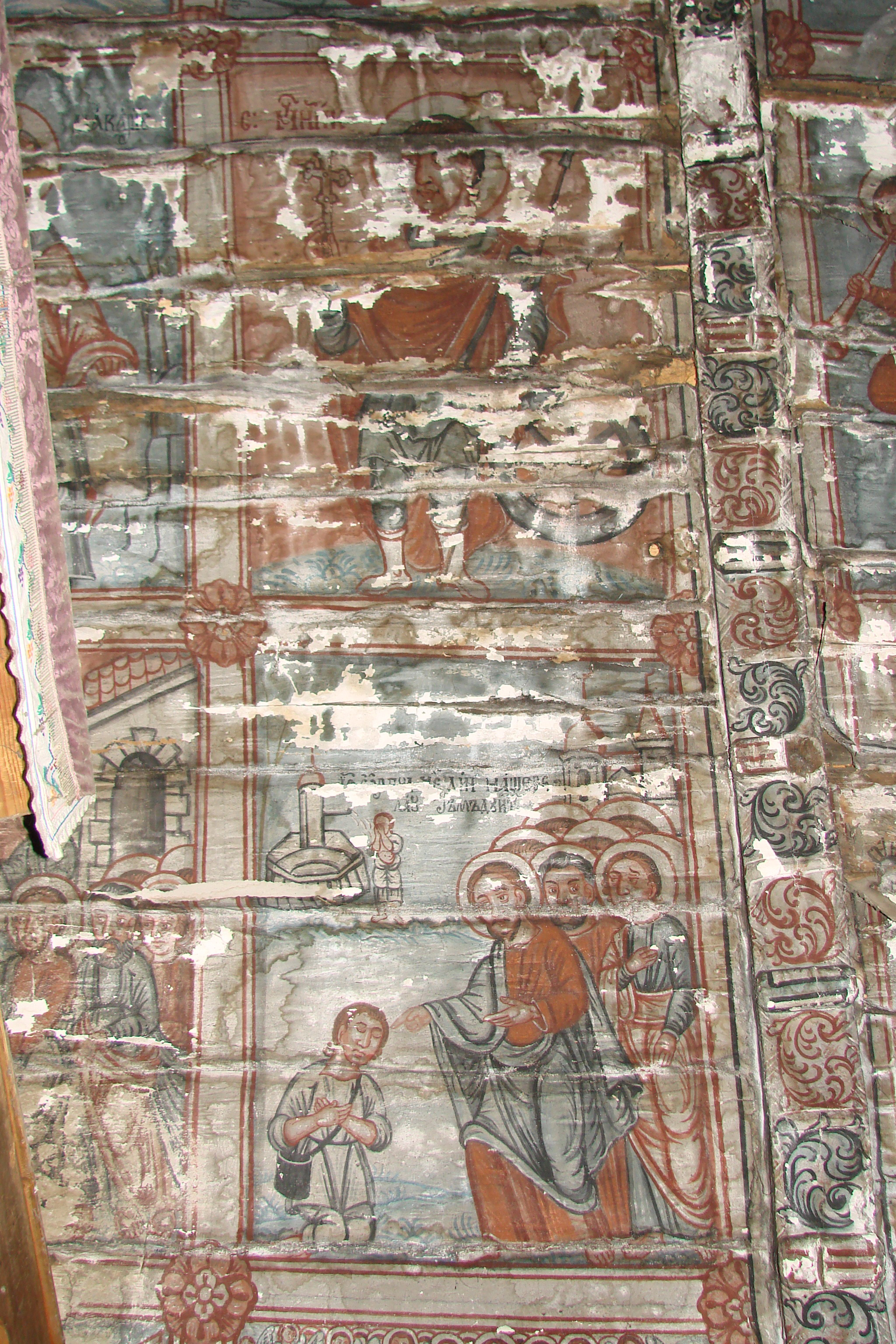
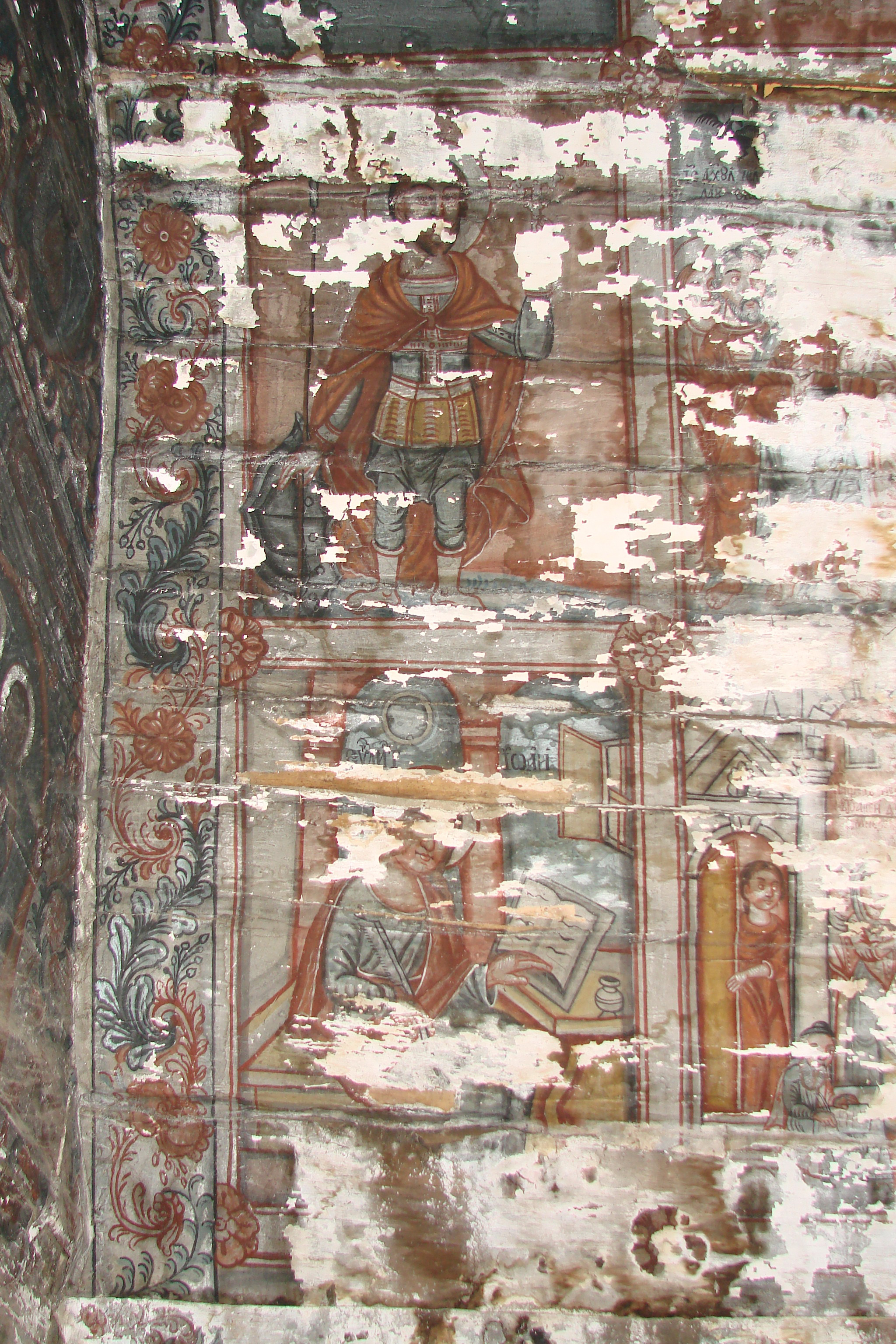
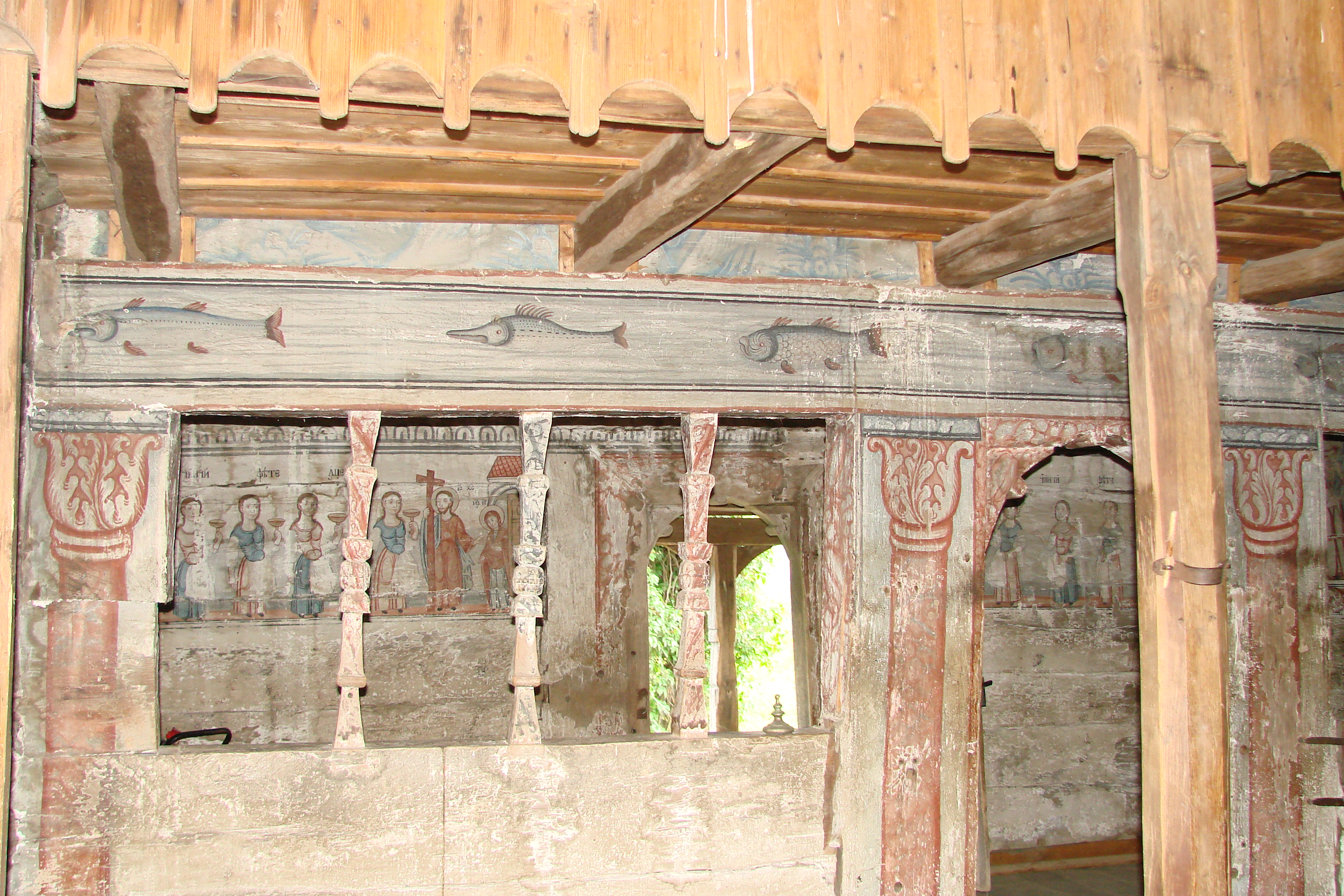

### Despre incediul care a distrus biserica
- Informația zilei, 4 octombrie 2009 Arhivat în 6 octombrie 2009, la Wayback Machine. Biserica veche de lemn din Soconzel s-a făcut scrum
- Informația zilei, 5 octombrie 2009[nefuncțională]
 Valoarea de inventar a bisericii arse din Soconzel era de 15 milioane lei vechi, Știri și video
- Informația zilei, 5 octombrie 2009[nefuncțională]
 Filmul prăbușirii bisericii de lemn din Soconzel
- Adevărul, 5 octombrie 2009 Popa și-a incendiat biserica de la țigară
- Cluj Today, 6 octombrie 2009 Arhivat în 28 octombrie 2009, la Wayback Machine. Inchiziția ortodoxă arde în continuare vechi biserici de lemn greco-catolice